# NGC 5755
NGC 5755 est une vaste galaxie spirale barrée relativement éloignée et située dans la constellation du Bouvier. Sa vitesse par rapport au fond diffus cosmologique est de 9 914 ± 11 km/s, ce qui correspond à une distance de Hubble de 146 ± 10 Mpc (∼476 millions d'al). NGC 5755 a été découverte par l'astronome germano-britannique William Herschel en 1787.

## Arp 297
L'image dans l'atlas des galaxies particulières de Halton Arp montre quatre galaxies (NGC 5752 à NGC 5755), aussi plusieurs références incluent ces quatre galaxies dans Arp 297. Cependant, les notes d'Arp révèlent clairement qu'il ne considérait que deux galaxies, soit NGC 5752 et NGC 5754.

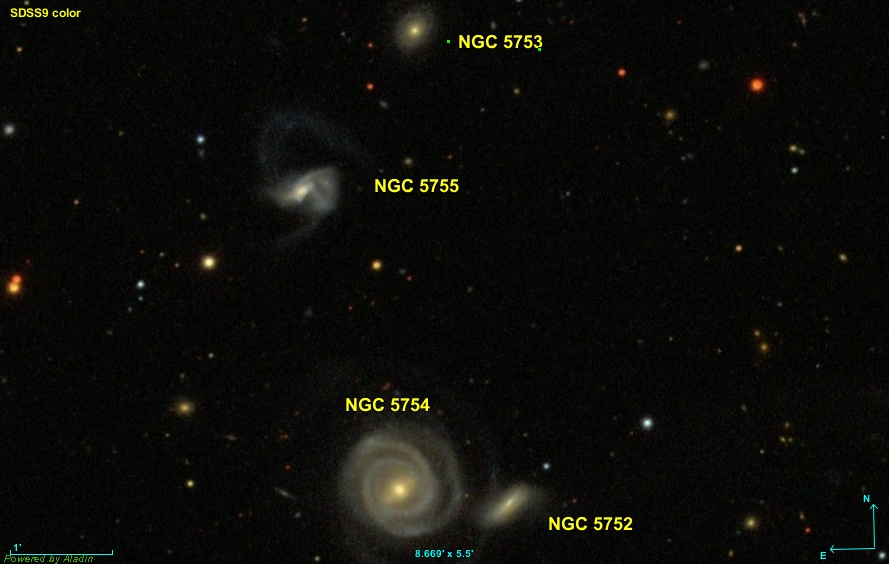
Arp 247 ne comprend que les galaxies NGC 5755 et NGC 5755.

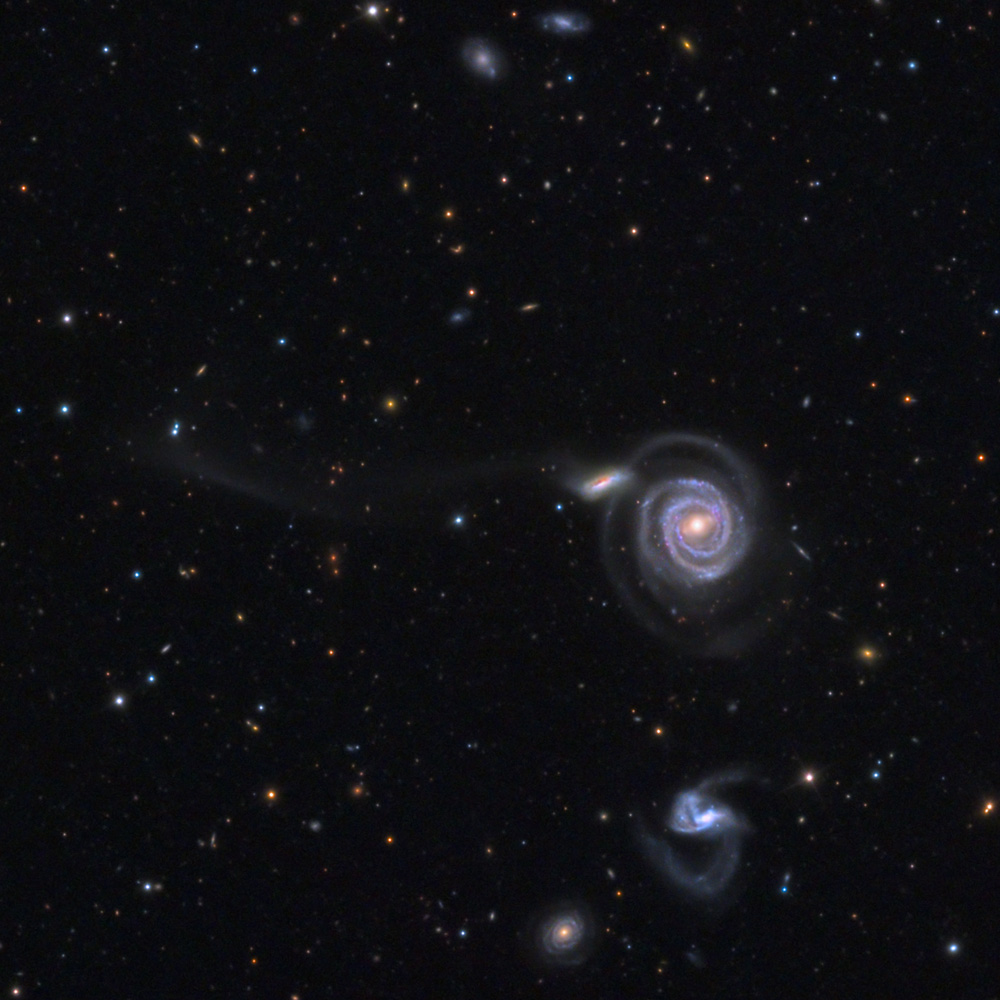
NGC 5752, NGC 5753, NGC 5754 et NGC 5755 par Adam Block (Observatoire du mont Lemmon/Université de l'Arizona).